# Seigneurie de Berthier
La seigneurie de Berthier (aussi appelée Randin ou Villemur) est une seigneurie de la Nouvelle-France concédée au sieur Randin le 29 octobre 1672 par l'intendant Jean Talon. Elle correspond à une partie de l'actuelle municipalité régionale de comté d'Autray dans la région administrative de Lanaudière au Québec (Canada).

## Histoire
L'intentant Jean Talon concède la seigneurie de Berthier le 29 octobre 1672 à Hugues Randin. L'année suivante, Alexandre Berthier acquiert la seigneurie et lui donne son nom. En 1718, la seigneurie est achetée par Pierre de Lestage qui la lègue a ses neveux. Le 7 mars 1765, James Cuthbert achète la seigneurie de Berthier. À son décès, en 1798, James Cuthbert (fils) hérite de la seigneurie. Il la lègue à son tour à son fils Edward Octavian Cuthbert à son décès, en 1849. En 1854, le régime seigneurial est aboli.

## Géographie
La seigneurie de Berthier a initialement une étendue de 1 lieue de front sur 1 lieue de profondeur, l'isle Randin comprise. Le 27 août 1674, le nouveau seigneur Alexandre Berthier se fait accorder une augmentation de 1 lieue de profondeur au derrière de l'étendue de sa terre par le gouverneur Frontenac. Sa seigneurie aura alors ¾ de lieue de front sur 2 lieues de profondeur en plus de l'île Randin. Le 31 décembre 1732, le gouverneur Beauharnois et l'intendant Hocquart concèdent une étendue de 3 lieues de front sur 3 lieues de profondeur à Pierre de Lestage, en augmentation de la seigneurie Berthier.

## Seigneurs
- Hugues Randin (1672-1673)
- Alexandre Berthier(1673-1718)[6]
- Pierre de Lestage (1718- )[7]
- James Cuthbert (père) (1765-1798)[4]
- James Cuthbert (fils) (1798-1849)[8]
- Edward Octavian Cuthbert (1849-1854)